# 趙一中
趙一中（1504年—？），字立夫，號青野，直隸河間府青縣（今屬河北省青縣）人，明朝政治人物。

## 生平
嘉靖七年（1528年）戊子科順天府乡试第五十六名，嘉靖十一年（1532年）壬辰科会试第一百二十七名，二甲六十七名進士。观兵部政，授汝州知州，升南京刑部员外郎，官至南京刑部郎中，出为山西按察司佥事，升陕西右参议、副使，卒。

## 家族
曾祖赵宽。祖父趙榮。父趙璠。母蕭氏，继母夏氏。重庆下。弟趙一厚。